# Matt Hardy
Matthew Moore Hardy (rođen 23. rujna 1974.) je američki profesionalni hrvač, koji trenutno ima potpisan ugovor s AEW-om. 
Sa svojim rođenim bratom Jeffom, stiče slavu u WWF-ovoj tag team diviziji, jer se natječu u meču sa stolovima, stolicama i ljestvama. Kao tag team hrvač je 14-erostruki world tag team champion držeći šest naslova WWF/World Tag Team Championship, tri naslova WWE/Raw Tag Team Championships, jedan SmackDown Tag Team Championship naslov, ROH World Tag Team Championship naslov, WCW Tag Team Championship naslov i dva TNA World Tag Team Championship naslova.

## Vanjske poveznice
|  | Zajednički poslužitelj ima još gradiva o temi Matt Hardy |

- Matt Hardy (Matt Hardy - WWE) na Facebooku
- Matt Hardy na Twitteru
- Matt Hardy na Instagramu